# August Franz Globensky

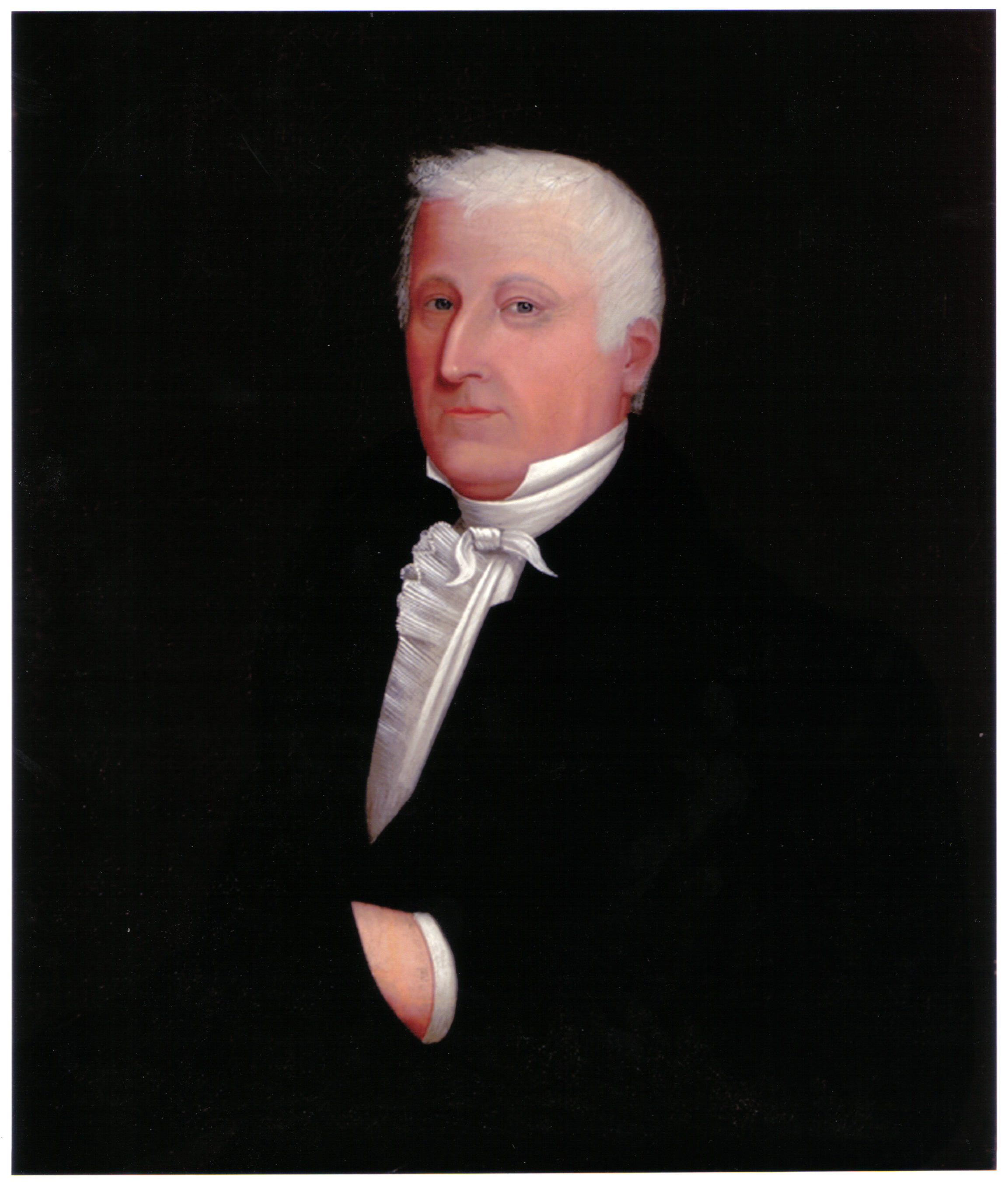
August-Franz Globensky, von Jean-Baptiste Roy-Audy, ca. 1812/1815

August Franz Globensky, gebürtig August Franciszek Głąbiński, auch Glaubenskindt, Globenski, Glanbenkind (* 1. Januar 1754 nahe Berlin im Königreich Preußen; † 19. April 1830 in Saint-Eustache bei Montreal, Kanada) war ein polnischer Arzt und einer der Gründer der polnischen Gemeinschaft in Kanada.
Geboren als Kind von Joseph Glaubenskindt, einem königlichen Notar, ursprünglich aus Polen stammend, und Marie Richter, einer Deutschen, erscheint der Name Glaubenskindt sowohl auf seiner Geburtsurkunde als auch auf seiner Registerrolle beim Militär. Da Glaubenskindt kein üblicher Familienname in Deutschland ist, erscheint es naheliegend, dass er diesen Zunamen durch eine dichterische Eindeutschung des Namens Głowiński erhielt, eines verbreiteten polnischen Familiennamens. Nach seiner Einwanderung nach Kanada benutzte er nur noch den Namen Globensky.

## Militärdienst
Er diente als Feldscher im Amerikanischen Unabhängigkeitskrieg in einem Regiment des Landgrafen von Hessen-Hanau, einer Kompanie unter Führung des Majors Hermann Albrecht von Franken im Corps des Friedrich Adolf Riedesel,   das die Briten gegen die amerikanischen Kolonisten mit kontinentalen Soldaten angeworben hatten.
Sein Regiment landete in Quebec am 1. Juli 1776. Am 7. Oktober 1777 wurde Riedesels Regiment geschlagen und ergab sich in der Schlacht von Bemis Heights, bei der Tadeusz Kościuszko auf der Seite der Sieger stand. Globensky beschloss in der früheren britischen Kolonie Quebec zusammen mit angelsächsischen Loyalisten zu bleiben.

## Leben in Kanada

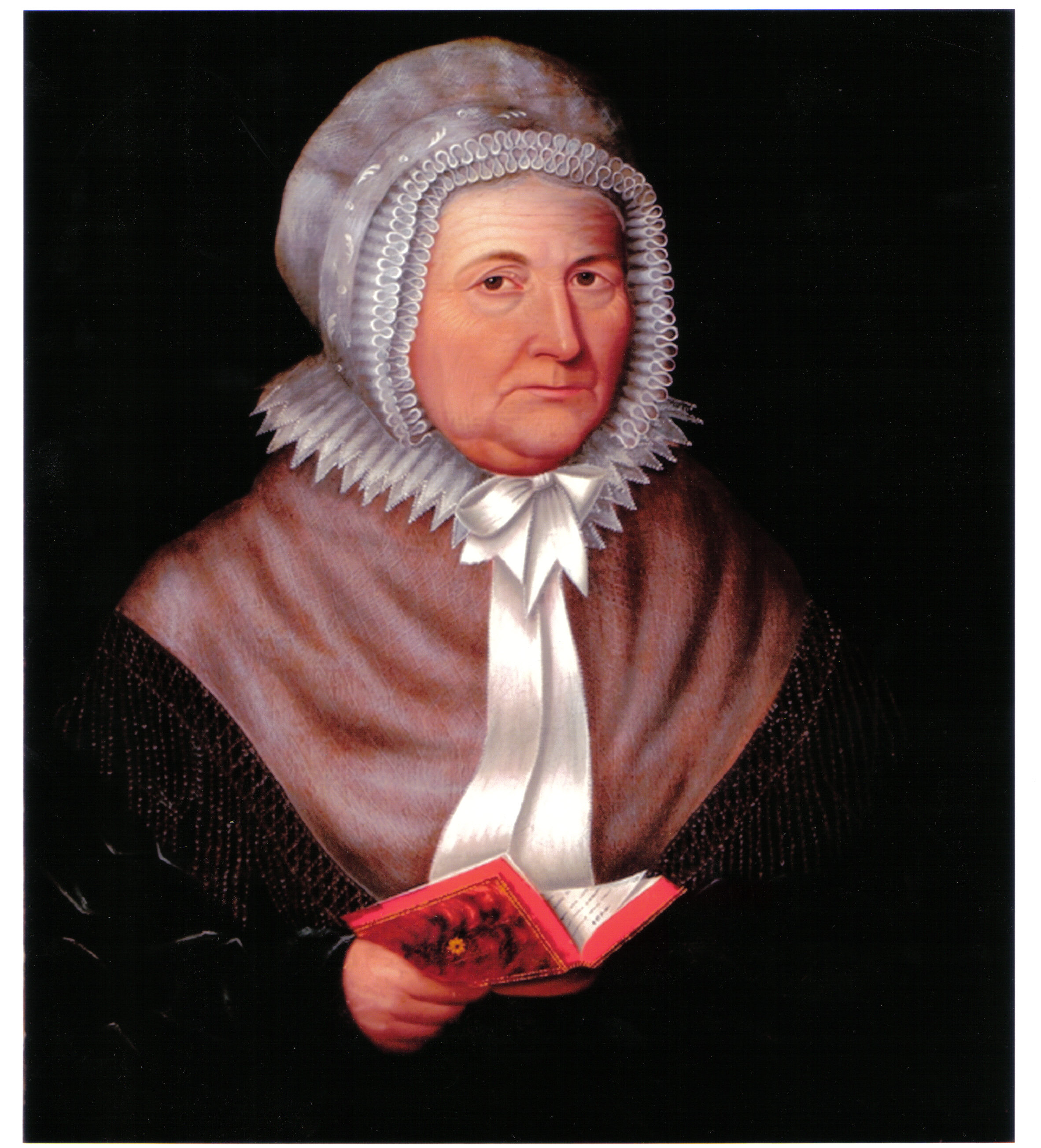
Marie-Françoise Globensky

Er ließ sich in Verchères, einer heutigen Vorstadt von Montreal, in Québec nieder und war damit einer der ersten polnischen Siedler in Kanada. Er heiratete Françoise Brousseau, der Ehe entsprangen sechzehn Kinder. Die Kirche forderte ihn auf einen katholischen Taufnachweis vorzulegen. Er schrieb deshalb an seinen Vater. Eine Taufbescheinigung wurde ausgestellt, gezeichnet vom sechsten Prinzen Lobkowicz, Ferdinand Philip. Zwischen 1791 und 1830 betrieb er eine Apotheke, die als das erste polnische Geschäft in Kanada angesehen wird.
Sein Sohn, Leutnant Colonel Maximilien Globensky, kämpfte im Krieg von 1812 und sein Enkel, Charles Auguste Maximilien Globensky, wurde 1875 für Deux-Montagnes in das kanadische House of Commons gewählt. Ein Nachkomme ist die Pianistin Anna-Marie Globenski.